# 매탄옹

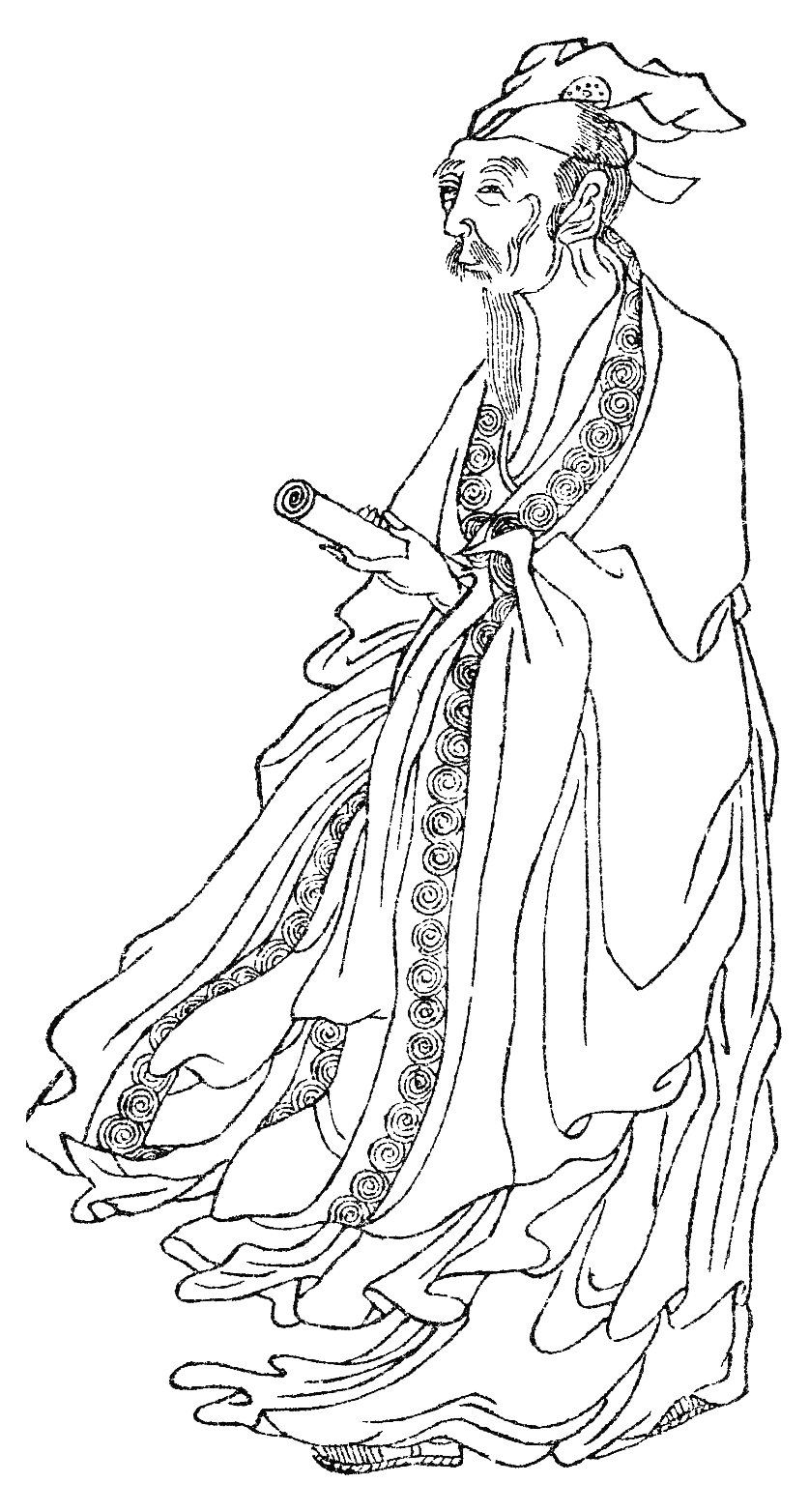
백거이

매탄옹(賣炭翁)는 백거이가 지은 당나라 장편 서사시이다. 백거이가 지은 신악부 (新樂府) 50수 가운데 32번째 작품으로 숯 파는 노인이 억울하게 당한 일을 소재로 한 사회고발 형태의 시이다.

## 배경
중당 (中唐) 시기에 필요한 물자를 강제적으로 싼 값에 수매하는 기관인 궁시(宮市)를 환관이 주로 나서서 거래하였으며, 환관은 전권을 휘둘러 조달권을 장악 후 국민의 재산을 수탈하는 행위를 일삼는다. 이에 백거이는 이런 행위는 조달이 아닌 수탈이라 비판하며 시를 작성한다.

## 시의 내용
백거이가 지은 신악부(新樂府) 50수 중 32번째 작품인 매탄옹은 권력에 수탈당하고도 어쩔 수 없는 고단한 백성의 삶이 절절이 드러나 있는 작품이다. 특히 아래의 두 구절은 그 시대 노인의 열악한 환경을 잘 보여준다.
| “ | 滿面塵灰煙火色 얼굴은 온통 재와 그을음 兩鬢蒼蒼十指黑 두 귀밑머리가 희끗하고 열 손가락은 까맣다. | ” |

## 같이 보기
- 화청지
- 장한가 (長恨歌)
- 안록산의 난
- 연리지